# Олейник, Ярослав Алексеевич
Яросла́в Алексе́евич Оле́йник (укр. Ярослав Олексійович Олійник, позывной — Ярик; 28 января 1998, Киев — 5 июня 2022, Мироновка) — украинский военнослужащий, солдат, участник российско-украинской войны. Герой Украины (8 июля 2023, посмертно).

## Биография
Родился и проживал в Киеве. После окончания школы поступил в Национальный университет биоресурсов и природопользования, где и познакомился со своей будущей супругой. До войны работал в компании по изготовлению роллетов и разрабатывал сайты.
С начала открытой вооруженной агрессии России против Украины Ярослав с оружием в руках пошёл защищать семью в территориальную оборону города Киева, а позже — в ряды ВСУ.
В середине мая 7 стрелковая рота 242-й отдельный батальон территориальной обороны укрепляла позиции в Донецкой области. Ярослав Олейник бросился спасать жизнь товарища от пули снайпера и был застрелен.
Похоронен 14 июня 2022 года на Лукьяновском кладбище в Киеве.

## Награды
- Звание «Герой Украины» с удостоением ордена «Золотая Звезда» (8 июля 2023, посмертно) — за личное мужество и героизм, проявленные в защите государственного суверенитета и территориальной целостности Украины, верность военной присяге[1].
- Орден «За мужество» III степени (13 января 2023, посмертно) — за личное мужество и самоотверженные действия, проявленные в защите государственного суверенитета и территориальной целостности Украины, верность военной присяге[2].